# Le Mas-de-Tence
Le Mas-de-Tence é uma comuna francesa na região administrativa de Auvérnia-Ródano-Alpes, no departamento de Alto Loire. Estende-se por uma área de 12,42 km². Em 2010 a comuna tinha 166 habitantes (densidade: 13,4 hab./km²).